# Молінелла
Молінелла (італ. Molinella) — муніципалітет в Італії, у регіоні Емілія-Романья,  метрополійне місто Болонья.
Молінелла розташована на відстані близько 310 км на північ від Рима, 30 км на північний схід від Болоньї.
Населення — 15 876 осіб (2014).
Щорічний фестиваль відбувається 21 вересня. Покровитель — святий Матвій.

## Демографія
Населення за роками:

Станом на 1 січня 2023 року в муніципалітеті офіційно проживали 1652 іноземці з 67 країн, серед них 580 громадян країн Євросоюзу та 138 громадян України.

## Уродженці
- Джузеппе Мартеллі (*1901 — †?) — відомий у минулому італійський футболіст, нападник.

- Аугусто Мальї (*1923 — †1998) — відомий у минулому італійський футболіст, опорний півзахисник.

## Сусідні муніципалітети
- Арджента
- Баричелла
- Будріо
- Медічина